# À l'ancienne
Pour plus de détails, voir Fiche technique et Distribution.
À l’ancienne est une comédie française réalisée par Hervé Mimran sortie en 2024. Il s'agit du remake du film Vieilles Canailles réalisé par Kirk Jones en 1998.

## Synopsis
Sur une petite île bretonne où tout le monde se connaît, deux vieux amis inséparables découvrent qu’un habitant a remporté le jackpot de la loterie nationale. Mais avant qu’ils n’aient pu mettre la main sur lui pour profiter de sa générosité, ils apprennent une nouvelle fracassante : le gagnant est mort, ticket gagnant à la main. Refusant de laisser filer cette fortune, ils montent un plan audacieux avec l’aide des habitants de l’île. Ensemble, ils élaborent une gigantesque escroquerie pour faire croire que l’un d’eux est le véritable gagnant. Mais entre les soupçons venus du continent, les querelles de village et les imprévus, leur arnaque va rapidement leur échapper et mettre leur amitié à rude épreuve.

## Fiche technique
Sauf indication contraire, les informations mentionnées dans cette section peuvent être confirmées par la base de données cinématographiques Allociné,  présente dans la section « Liens externes ».
- Titre original : À l’ancienne
- Réalisation : Hervé Mimran
- Scénario : Igor Gotesman, William Gotesman et Carine Prevot
- Musique : Guillaume Ferran
- Costumes : Emmanuelle Youchnovski
- Photographie : Fabien Faure
- Son : Remi Daru, Gaël Nicolas et François-Joseph Hors
- Montage : Thomas Beard
- Production : Hugo Gélin et Jérôme Cendron
- Sociétés de production : Zazi Films et Five Dogs
  - Co-production : M6 Films et Studiocanal
- Société de distribution : Studiocanal (France)
- Budget : 6,2 millions d'euros
- Pays de production :  France
- Langue originale : français
- Format : couleur — 2,35:1
- Genre : comédie
- Durée : 89 minutes
- Dates de sortie :
  - France : 28 août 2024 (Angoulême Francophone Film Festival)[2]
  - France et Suisse : 4 septembre 2024

## Distribution
Sauf indication contraire, les informations mentionnées dans cette section peuvent être confirmées par la base de données cinématographiques IMDb,  présente dans la section « Liens externes ».
- Didier Bourdon : Jean-Jean
- Gérard Darmon : Henri
- Chantal Lauby : Nadège, la femme d'Henri
- Laurent Capelluto : William, le parisien
- Paloma Coquant : Maud, la fille de Jean-Jean
- Yoann Eloundou : Erwan, le fils de Maud
- Noémie Chicheportiche : Mlle Camoin, la représentante de la loterie
- Martine Schambacher : Laure-Anne
- François Chattot : Isidore
- Fabrice Herbaut : Gwendal
- Florence Gotesman : Maëlys
- Damien Zanoly : le curé
- Gilles Conseil : Père Agbral
- Salomé Scotto : la jeune conductrice
- Maxime Bailleul : le faussaire
- Silvio Piano : le chef de bande
- Pierre Hubert : René

## Production
Le scénario est fortement inspiré de Vieilles Canailles, un film irlando-britannique réalisé par Kirk Jones et sorti en 1998. Si l'histoire se déroule en Irlande, le synopsis est assez identique au film original.